# NS/WP Crew

Logo de l'organisation néo-nazie russe NS/WP Crew

National Socialism / White Power Crew (NS/WP Crew , également connu sous le nom de Sparrows Crew) est un groupe extrémiste néo-nazi opérant en Russie, reconnu par la Cour suprême de Russie comme une organisation terroriste,.

## Histoire
Selon Mediazona, de nombreux groupes nazis non apparentés ont utilisé l'abréviation NS/WP dans les années 2000.
En 2010, deux membres du NS/WP ont été accusés du meurtre d'un citoyen ghanéen en 2009.
En 2014, neuf membres de cette organisation, âgés de 17 à 24 ans, ont été condamnés à 4 à 9 ans de prison pour une série de meurtres, d'attaques et de vols, ainsi que d'autres crimes motivés par la haine ethnique. Les membres de l'organisation ont enregistré l'un des meurtres devant la caméra et l'ont publié sur Internet. En outre, ils ont incendié une voiture dans laquelle dormaient deux sans-abri et ont perpétré plusieurs autres agressions contre des étrangers et des personnes menant une vie asociale, selon le parquet. Des membres du groupe ont également été reconnus coupables d'avoir incendié un temple, une grue de chantier et fait exploser un arrêt de transport public à l'aide d'un engin de fortune. Le dernier crime a été considéré comme une attaque terroriste,.
Le 21 mai 2021, le mouvement a été reconnu comme organisation terroriste par les autorités de la fédération de Russie et interdit,,,,.